# Fenoarivo Atsinanana (stad)
Fenoarivo Atsinanana, ook wel Fénérive-Est, is de hoofdstad van de regio Analanjirofo in Madagaskar. De stad telt 20.439 inwoners (2005).

## Geschiedenis
Tot 1 oktober 2009 lag Fenoarivo Atsinanana in de provincie Toamasina. Deze werd echter opgeheven en vervangen door de regio Analanjirofo. Tijdens deze wijziging werden alle autonome provincies opgeheven en vervangen door de in totaal 22 regio's van Madagaskar.